# Kai-Damun Reef
Kai-Damun Reef är ett rev i Torres sund i Australien.   Det ligger 32 km öster om Kap York i delstaten Queensland.